# ツェンドオチル・ツォグトバータル
ツェンドオチル・ツォグトバータル（蒙: Цэнд-Очирын Цогтбаатар、ラテン字：Tsend-Ochir Tsogtbaatar 1996年3月16日- ）はモンゴルのバヤンホンゴル県出身の柔道選手。階級は73kg級。身長170cm。

## 人物
2012年のアジアユース50kg級で3位になった。2013年の世界カデ60kg級では準決勝で日本の大島拓海に指導1で敗れて3位だった。アジアユースでは2位になった。2014年の世界ジュニアでは決勝でスペインのフランシスコ・ガリゴスに絞め技で敗れた。アジアジュニアでは66kg級に出場して2位となった。2015年にはグランプリ・サムスンとグランプリ・ウランバートルで3位になるが、世界ジュニアでは決勝で日本の永山竜樹に背負投で敗れた。その直後のグランドスラム・アブダビでも2位になった。2016年には国内選手権で優勝したものの、アジア選手権では日本の大島優磨に有効で敗れて3位だった。しかし、元世界チャンピオンのガンバット・ボルドバータルや元世界2位のダシダワー・アマルトゥブシンを差し置いてリオデジャネイロオリンピック代表に選出された。リオデジャネイロオリンピックでは3回戦で敗れた。その後階級を73㎏級まで上げた。2018年のグランドスラム・パリで3位になると、グランドスラム・エカテリンブルグでは優勝した。2019年のグランドスラム・パリでは決勝で元世界チャンピオンの橋本壮市に体落で敗れるも、アジアパシフィック選手権では決勝で世界チャンピオンの安昌林を大内刈で破って優勝を飾った。2021年7月に日本武道館で開催された東京オリンピックでは準決勝で大野将平に技ありで敗れるも3位になった。2022年の世界選手権では決勝まで進むと、橋本壮市を技ありで破って世界選手権初優勝を飾った。しかし、その後は怪我などの影響もあり2024年のパリオリンピックには出場できなかった。
IJF世界ランキングは972ポイント獲得で2位(24/4/22現在)。

## 主な戦績
- 2012年 - アジアユース　3位(50kg級)

60㎏級での戦績
- 2013年 - 世界カデ　3位
- 2013年 - アジアユース　2位
- 2014年 - 東アジア選手権　3位
- 2014年 - 世界ジュニア　2位
- 2014年 - アジアジュニア　2位(66kg級)
- 2015年 - グランプリ・サムスン　3位
- 2015年 - グランプリ・ウランバートル　3位
- 2015年 - 世界ジュニア　2位
- 2015年 - グランドスラム・アブダビ　2位
- 2016年 - アジア選手権　3位

73㎏級での戦績
- 2018年 -　グランドスラム・パリ　3位
- 2018年 -　グランドスラム・エカテリンブルグ　優勝
- 2018年 -　グランプリ・フフホト　3位
- 2019年 - グランドスラム・パリ　2位
- 2019年 - アジアパシフィック選手権　個人戦　優勝　団体戦　3位
- 2019年 - ユニバーシアード　5位
- 2020年 -　グランドスラム・パリ　3位
- 2020年 -　グランドスラム・デュッセルドルフ　3位
- 2021年 -　グランドスラム・タシケント　優勝
- 2021年 -　グランドスラム・トビリシ　優勝
- 2021年 -　東京オリンピック　3位
- 2021年 -　グランドスラム・バクー　3位
- 2021年 -　グランドスラム・アブダビ 優勝
- 2022年 -　グランドスラム・パリ 3位
- 2022年 -　グランドスラム・ウランバートル　2位
- 2022年 -　アジア選手権　団体戦　3位
- 2022年 -　世界選手権　優勝
- 2023年 -　グランドスラム・アンタルヤ 2位
- 2023年 - アジア大会　個人戦　3位　団体戦　3位
- 2024年 -　アジア選手権　個人戦 7位 団体戦 2位

(出典、JudoInside.com)